# 大康乂
大康乂（?—?），辽国（契丹）政治人物，辽圣宗时南府宰相，渤海人。
大约在开泰八年（1019年），大康乂官至南府宰相，出知黄龙府（治今吉林农安）。善於招抚。东方部落宾服。榆里底乃部长伯阴与榆烈比来归附，送到朝中。上表称蒲卢毛朵界（今敦化、延吉一带）多有渤海人，请求取得他们。辽圣宗听从他的请求，大康乂率兵至大石河驼准城，掠数百户而回。不久去世。

## 延伸阅读
[在维基数据编辑]
 《遼史·卷88》，出自脱脱《遼史》